# Рединг (Массачусетс)
Рединг (англ. Reading) — город в США, в округе Мидлсекс, штат Массачусетс. Население — 24 747 человек (2010).

## Демография
| Год переписи                   | Нас.  |  | %±     |
| ------------------------------ | ----- |  | ------ |
| 1850                           | 3108  |  | —      |
| 1860                           | 2662  |  | −14,4% |
| 1870                           | 2664  |  | 0,1%   |
| 1880                           | 3181  |  | 19,4%  |
| 1890                           | 4088  |  | 28,5%  |
| 1900                           | 4969  |  | 21,6%  |
| 1910                           | 5818  |  | 17,1%  |
| 1920                           | 7439  |  | 27,9%  |
| 1930                           | 9767  |  | 31,3%  |
| 1940                           | 10866 |  | 11,3%  |
| 1950                           | 14006 |  | 28,9%  |
| 1960                           | 19259 |  | 37,5%  |
| 1970                           | 22539 |  | 17%    |
| 1980                           | 22678 |  | 0,6%   |
| 1990                           | 22539 |  | −0,6%  |
| 2000                           | 23708 |  | 5,2%   |
| 2010                           | 24747 |  | 4,4%   |
| 1850–2010 Population estimate. |       |  |        |

Согласно переписи 2010 года, в городе проживало 24 747 человек в 9305 домохозяйствах в составе 6685 семей. Было 9617 помещений
Расовый состав населения:
- 93,5 % — белых
- 4,2 % — азиатов
- 0,8 % — черных или афроамериканцев
- 0,1 % — коренных американцев

К двум или более расам принадлежало 1,1 %. Доля испаноязычных составляла 1,5 % от всех жителей.
По возрастному диапазону население распределилось следующим образом: 25,2 % — лица моложе 18 лет, 60,7 % — лица в возрасте 18-64 лет, 14,1 % — лица в возрасте 65 лет и старше. Медиана возраста жителя составила 41,6 года. На 100 лиц женского пола в городе приходилось 94,3 мужчин; на 100 женщин в возрасте от 18 лет и старше — 89,5 мужчин также старше 18 лет.
Средний доход на одно домашнее хозяйство составил 138 392 доллара США (медиана — 114 354), а средний доход на одну семью — 165 666 долларов (медиана — 142 736). Медиана доходов составляла 103 571 доллар для мужчин и 71 174 доллара для женщин. За чертой бедности находились 2,9 % человек, в том числе 3,5 % детей в возрасте до 18 лет и 4,6 % лиц в возрасте 65 лет и старше.
Гражданское трудоустроено население составляло 14 144 человека. Основные отрасли занятости: образование, охрана здоровья и социальная помощь — 27,3 %, ученые, специалисты, менеджеры — 17,4 %, производство — 10,0 %, розничная торговля — 8,3 %.